# Orumcekia sigillata
Orumcekia sigillata là một loài nhện trong họ Agelenidae.
Loài này thuộc chi Orumcekia. Orumcekia sigillata được Jia-Fu Wang miêu tả năm 1994.